# David Pardo Simón
David Pardo Simón (Oriola, 1995) és un jugador d'escacs valencià, que té el títol de Mestre Internacional des de 2012.
Tot i que roman inactiu des del desembre de 2017, a la llista d'Elo de la FIDE del setembre de 2020, hi tenia un Elo de 2461 punts, cosa que en feia el jugador número 48 de l'estat espanyol. El seu màxim Elo va ser de 2507 punts, a la llista d'octubre de 2015 (posició 720 al rànquing mundial).

## Resultats destacats en competició
David Pardo va començar a jugar a escacs als 8 anys. Ha obtingut destacats resultats en escacs base: el 2005 fou subcampió d'Espanya Sub-10, el 2006 i 2007 fou campió Sub-12, el 2007 fou campió Sub-14 i sot-campió el 2009. El 2009 fou campió de la Lliga Catalana, a la categoria de Divisió d'honor, amb el Barcelona-UGA.
El juny del 2013 fou campió del tancat del XV Obert Internacional del Foment Martinenc amb 7½ punts de 9, un punt més que Alfonso Jérez Pérez i un punt i mig més que Hipòlit Asis Gargatagli. El setembre de 2013 va participar en els campionats europeus de la joventut a Budva (Montenegro) acabant en onzena posició amb 6 punts de 9, malgrat haver liderat en algun moment el torneig (el campió fou Vladímir Fedosséiev).
El desembre del 2014 fou tercer al Torneig d'Actius de Banyoles (el campió fou Levan Aroshidze).
El 2015 formà part del primer equip del Club Escacs Barcelona-UGA que guanyà la Divisió d'Honor del 2015, la màxima categoria de la Lliga Catalana d'Escacs. L'agost de 2015 fou 2-5è de l'Obert de Badalona amb 7 punts de 9, a mig punt del primer classificat Fernando Peralta, i fou quart al campionat d'Espanya amb 6½ punts de 9, a mig punt del campió Francisco Vallejo Pons.